# Ivan Trifonov
Ivan Trifonov (em russo:  Иван Трифонов; nascido em 15 de maio de 1948) é um ex-ciclista soviético. Competiu pela União Soviética na prova de corrida no individual dos Jogos Olímpicos de Verão de 1972, em Munique.